# Isobuttersäuremethylester
Isobuttersäuremethylester ist eine chemische Verbindung aus der Gruppe der Carbonsäureester.

## Vorkommen
Isobuttersäuremethylester wurde in russischem Champagner, unter den flüchtigen Bestandteilen von Erdbeersaft, in Apfelsaft, Bananen, Kumquatschalenöl, Heidelbeeren, Melonen, Papaya, Ananas, Erdbeeren, Bratkartoffeln, Sternfrucht, Dillkraut, Cherimoya, Kiwi, Loquat, Naranjilla-Frucht und Kapstachelbeeren nachgewiesen.

## Gewinnung und Darstellung
Die Verbindung kann durch Veresterung von Methanol mit Isobuttersäure gewonnen werden.

## Eigenschaften
Isobuttersäuremethylester ist eine leicht entzündbare, leicht flüchtige, farblose Flüssigkeit mit angenehmem Geruch, die schwer löslich in Wasser ist.

## Verwendung
Isobuttersäuremethylester wird als Aromastoff und als Zwischenprodukt zur Herstellung anderer chemischer Verbindungen verwendet. Es kann auch als Lösungsmittel verwendet werden.

## Sicherheitshinweise
Die Dämpfe von Isobuttersäuremethylester können mit Luft ein explosionsfähiges Gemisch (Flammpunkt 3 °C) bilden.